# 拙政园苏博站
拙政园苏博站（工程名拙政园站）位于中华人民共和国江苏省苏州市姑苏区临顿路西北街交叉口地底，是苏州地铁6号线的地铁车站。本站于2024年6月29日启用。车站紧邻拙政园和苏州博物馆，建设过程中拙政园历史建筑的保护是6号线全线施工的主要难点之一。

## 车站结构
拙政园站为地下二层岛式车站，总长246.90米，标准段宽20.70米、开挖深度16.950至17.336米不等，最深处为端头井（19.140米）；站台长120米，宽12米。车站西部位于临顿河河道下方，东距拙政园建筑物6.5米。
| 1                 | 地面 | 出入口 |
| -1                | 站厅 | 售票机、客服中心、商店                                                                                          |
| -2                | 站台 | \| \| \| ■ 6号线往苏州新区火车站（梅巷） \| \| 島式 · 開左邊车门 \| \| \| \| \| \| ■ 6号线往桑田岛（悬桥巷） \| |
|                   |      | ■ 6号线往苏州新区火车站（梅巷）                                                                                 |
| 島式 · 開左邊车门 |      | |
|                   |      | ■ 6号线往桑田岛（悬桥巷）                                                                                       |

### 设计
车站整体装饰为浅木色调，装饰线条借鉴自苏州园林的花窗和月洞门。站内设有名为“游园雅趣”的艺术空间，使用现代建材表现粉墙黛瓦、假山、太湖石、松竹等传统元素，实现车站景观的整体协调。

### 出入口
车站共设3个出入口，其中2号口可前往拙政园等主要景点。
| 编号                | 指示                                                               | 图片 |
| ------------------- | ------------------------------------------------------------------ | ---- |
| 1 · 出口 · （设有） | 齐门路、西北街、苏州市第三中学、苏州市立医院（东区）               |      |
| 2 · 出口            | 东北街、苏州博物馆、太平天国忠王府、苏州园林博物馆、拙政园、狮子林 |      |
| 3 · 出口            | 齐门路                                                             |      |
| 图例： 设有         |                                                                    |      |

### 接驳交通
6号线开通后，除恢复受施工影响的线路外，苏州公交还新推出了连接本站和临顿路站的游3路，乘坐该线可游览十全街、平江路、观前街等主要旅游景点。

| 苏州博物馆            | 苏州博物馆               | 苏州博物馆 | 苏州博物馆       | 苏州博物馆   |
| 编号                  | 路线                     | 路线       | 路线             | 备注         |
| --------------------- | ------------------------ | ---------- | ---------------- | ------------ |
| 529                   | 东方大道（古玩城）首末站 | ⇆          | 浒关首末站       |              |
| 9029                  | 东园                     | →          | 平江路           |              |
| 高峰28号姑苏旅游5号线 | 东汇公园换乘停车场       | ↻          | 拙政园换乘停车场 | 仅节假日服务 |

## 历史
拙政园站的工程于2019年8月开始，施工期间临顿河临时填埋，并设置清水泵站代替河道向平江河供水，保证后者的水质基本不受影响。地下水方面，采用缩短降水时间、合理控制降水量的方法，既防止地下水涌入车站内，也避免车站外的地下水产生较大波动。施工期间，拙政园内设置了286个自动或人工监测点，每天检查地面沉降、建筑物倾斜情况；为减少地面振动，所有施工机械都安装了橡胶履带或强化轮胎。车站于2021年11月10日提前封底，开挖造成的地面沉降控制在最大6毫米，未对周边历史建筑产生影响。2023年2月15日，拙政园站始发的盾构机下井。2023年8月，拙政园站的主体结构完工。